# Bloques de madera de la dinastía Nguyễn

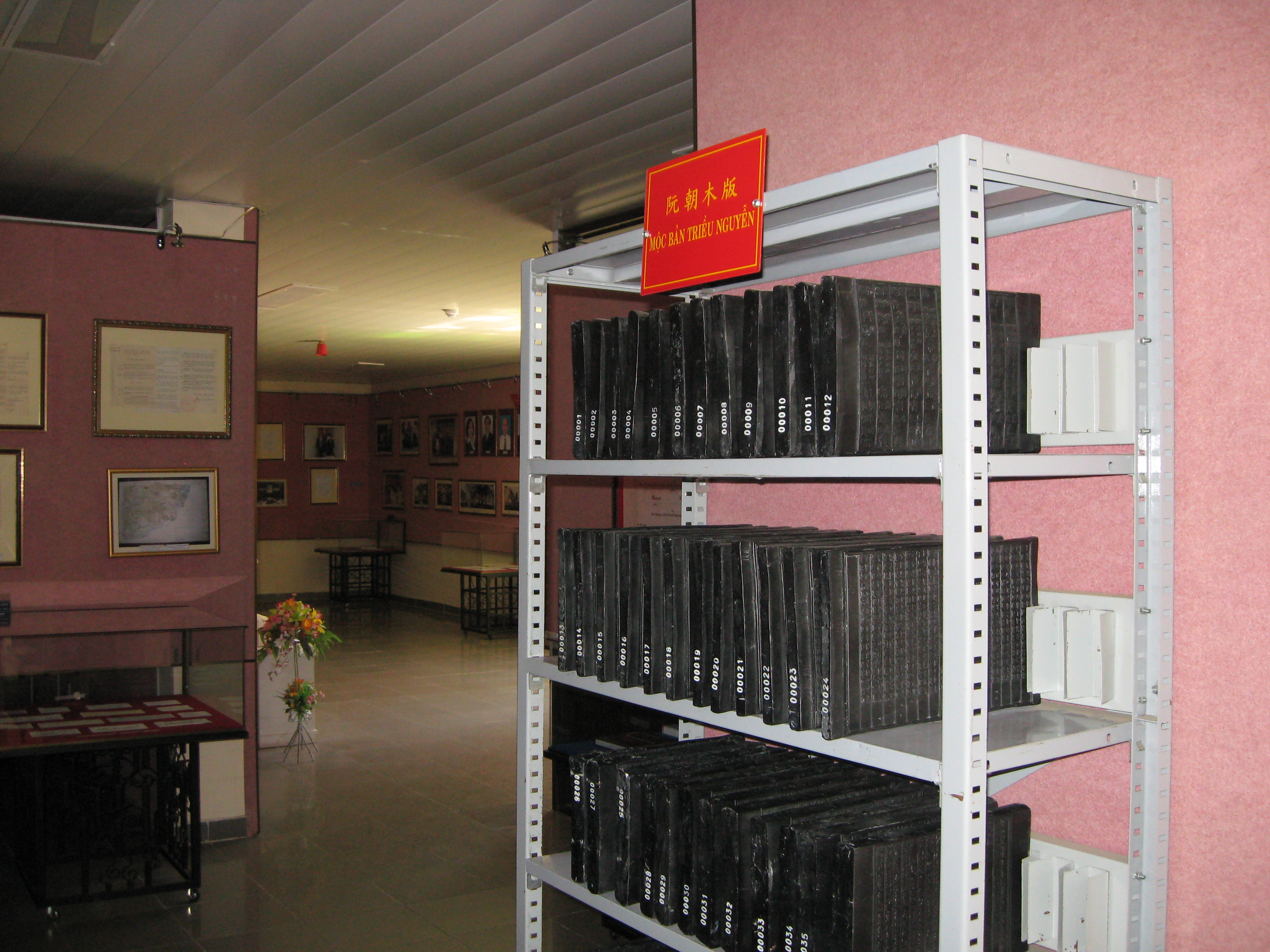
Bloques de madera de la dinastía Nguyễn en el Centro de Archivos Nacionales de Vietnam IV

Bloques de madera de la dinastía Nguyễn (Vietnamita: Mộc bản  triều Nguyễn) es una colección de 34.555 placas de xilografía fabricadas durante el reinado de la dinastía Nguyễn en las que se grabaron diversos contenidos, desde literatura oficial e historia hasta libros clásicos e históricos. En 2009, esta colección se convirtió en la primera entrada de Vietnam en la lista del Programa Memoria del Mundo de la UNESCO .

## Descripción
El número total de placas xilográficas de la colección es de 34.555, en las que se han grabado contenidos diversos, como literatura oficial, historia y libros clásicos e históricos. 

## Memoria del Mundo
La colección de xilografías de la dinastía Nguyễn fue la primera presentación de Vietnam al Programa Memoria del Mundo en 2008 y se registró oficialmente en 2009, convirtiéndose así en la primera entrada vietnamita.  Según la UNESCO, la colección posee no sólo valor histórico sobre las dinastías feudales en la historia de Vietnam sino también mérito artístico y técnico porque a partir de esas placas, se puede aprender sobre el desarrollo de la xilografía y la profesión de impresión en este país. 